# (256797) Benbow
(256797) Benbow est un astéroïde de la ceinture principale.

## Description
(256797) Benbow est un astéroïde de la ceinture principale. Il fut découvert le 9 février 2008 à La Cañada par Juan Lacruz. Il présente une orbite caractérisée par un demi-grand axe de 2,31 UA, une excentricité de 0,07 et une inclinaison de 6,1° par rapport à l'écliptique.

## Compléments